# Floortje en de ambassadeurs
Floortje en de ambassadeurs is een Nederlands televisieprogramma dat wordt uitgezonden door BNNVARA op NPO 1. In dit programma loopt presentatrice Floortje Dessing een paar dagen mee met een Nederlandse ambassadeur in het buitenland, die ze tijdens en na het werk volgt. Het land en de ambassadeur zijn iedere aflevering verschillend. In de vierde aflevering stonden ambassadeurs centraal die namens Nederland een thema vertegenwoordigen.

## Afleveringen
| Aflevering | Datum            | Land                                                                   | Ambassadeur               | Kijkcijfers |
| ---------- | ---------------- | ---------------------------------------------------------------------- | ------------------------- | ----------- |
| 1          | 22 november 2018 | Rusland                                                                | Renée Jones-Bos           |             |
| 2          | 29 november 2018 | Iran                                                                   | Susanna Terstal           |             |
| 3          | 6 december 2018  | Myanmar                                                                | Wouter Jurgens            |             |
| 4          | 13 december 2018 | Thema: bedrijfsleven en ontwikkelingssamenwerking Thema: mensenrechten | Hans Docter Kees van Baar |             |

3 op Reis ·
Afkicken ·
De allerslechtste echtgenoot van Nederland ·
Atletico Ananas ·
AVRO's Sterrenslag ·
Baby te huur ·
De Badgasten ·
De beste ·
Bitches ·
Bloed, Zweet en Luxeproblemen ·
Break Free · 
Cash Cab ·
Comedy Live ·
Costa! ·
Crazy 88 ·
Dennis en Valerio vs de rest ·
Dennis vs Valerio ·
Doe Maar Normaal ·
Egoland ·
Feuten ·
Finals ·
Floortje en de ambassadeurs · 
Floortje naar het einde van de wereld ·
Get Smarter in a Week ·
Golden Oldies ·
De Grote Donorshow ·
Hey DJ ·
Je zal het maar hebben ·
Je zal het maar zijn ·
Kannibalen ·
Katja vs Bridget ·
Katja vs De Rest ·
Kebab TV ·
De Klimaatpolitie ·
Lama gezocht ·
De Lama's ·
Lijst 0 ·
Loverboys ·
MaDiWoDoVrijdagshow ·
De Man met de Hamer ·
Mystery Party ·
De Nationale Eettest ·
De Nationale IQ Test ·
Neuken doe je zo! ·
De Nieuwste Show ·
Nu we er toch zijn ·
Onderweg naar Morgen ·
Over Mijn Lijk ·
Ranking the Stars ·
Rat van Fortuin ·
Ruben vs Geraldine ·
Ruben vs Katja ·
Ruben vs Sophie ·
Het schnitzelparadijs ·
De School ·
De slechtste chauffeur van Nederland ·
Sluipschutters ·
Smeris ·
De Social Club ·
Spuiten en Slikken ·
De Stalkshow ·
StartUp ·
Sterretje Gezocht ·
Stop in the Name of Love ·
Tessa ·
Tequila ·
Top of the Pops ·
Try Before You Die ·
Van God Los ·
Vier handen op één buik ·
VOC ·
Vrijdag op Maandag ·
Waar kan ik je 's nachts voor wakker maken? ·
Walhalla ·
Weg met BNN ·
De Zeven Zeeën